# John Rhys-Davies

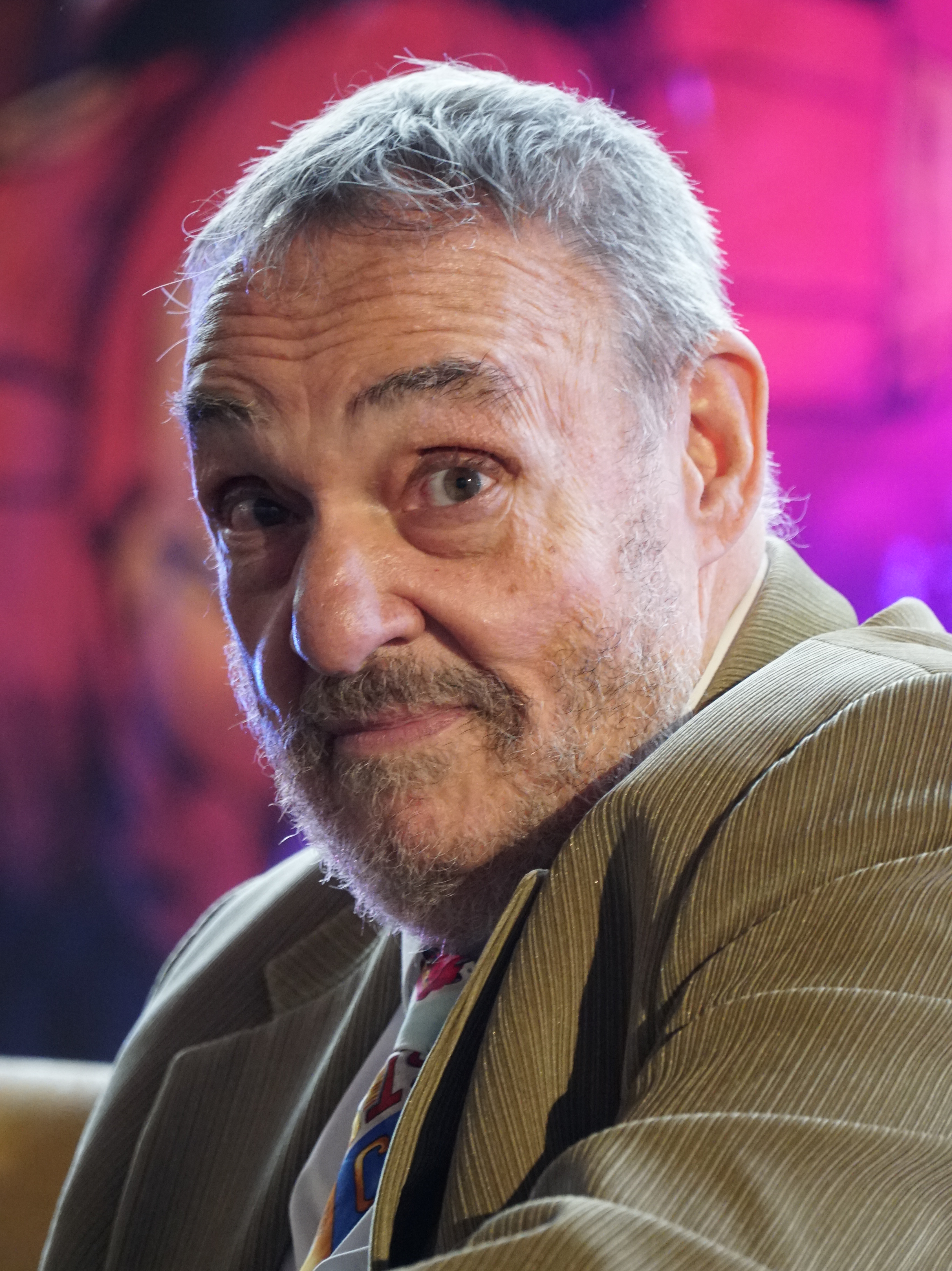
John Rhys-Davies (2018)

John Rhys-Davies (* 5. Mai 1944 in Ammanford, Wales) ist ein britischer Schauspieler. Bekannt wurde er vor allem durch seine Darstellung des Sallah in Steven Spielbergs Indiana-Jones-Filmen und des Zwerges Gimli in der Herr-der-Ringe-Trilogie.

## Leben
Der gebürtige Waliser John Rhys-Davies verbrachte seine Kindheit in England, Wales und Afrika. Seine Eltern, Phyllis und Rhys Davies, zogen mit ihm nach Tansania, wo sein Vater als Offizier stationiert war. Später besuchte Rhys-Davies eine Privatschule in England. An der Truro School in Cornwall spielte er bereits mit 13 Jahren in Shakespeare-Stücken. Seine Begeisterung für Literatur vertiefte er mit einem Studium der Geschichte und der Englischen Literatur an der University of East Anglia in Norwich, wo er die University Dramatic Society begründete und am Maddermarket Theatre seine Bühnenlaufbahn begann. Nach einem einjährigen Zwischenspiel als Lehrer nahm er Schauspielunterricht an der renommierten Royal Academy of Dramatic Art (RADA) in London und machte dort 1969 seinen Abschluss. In der Folge spielte John Rhys-Davies in verschiedenen Theaterensembles und gehörte unter anderem auch mehrere Spielzeiten zum Ensemble der Royal Shakespeare Company. Zu seinem Repertoire gehörten Shakespeare-Rollen wie Falstaff, Othello und Macbeth.
Seit Anfang der 1970er-Jahre gehört John Rhys-Davies mit mehr als 270 Auftritten in Film und Fernsehen zu den fleißigsten Schauspielern in Europa und den USA. Seine erste kleine Fernsehrolle hatte er bereits 1964 in der britischen Serie Crossroads, aber erst sieben Jahre später, 1971, folgten weitere Rollen im Fernsehen. Seinen ersten und sehr kurzen Auftritt im Film hatte er 1974 in Die schwarze Windmühle. Er hatte zahlreiche Gastauftritte in Fernsehserien, darunter Agentin mit Herz, Mord ist ihr Hobby und Star Trek: Raumschiff Voyager als Leonardo da Vinci. Zu seinen bekanntesten Rollen gehören die des Sallah in Steven Spielbergs Indiana-Jones-Filmen Jäger des verlorenen Schatzes (1981) und Indiana Jones und der letzte Kreuzzug (1989) sowie in der von James Mangold inszenierten Fortsetzung Indiana Jones und das Rad des Schicksals (2023), des Zwerges Gimli in Peter Jacksons Herr-der-Ringe-Trilogie (2001–2003), in der er auch dem Ent Baumbart seine Stimme verlieh, sowie die Rolle des Professor Maximilian Arturo in der Sci-Fi Fernsehserie Sliders – Das Tor in eine fremde Dimension und die Rolle als General Leonid Pushkin (als Nachfolger des General Gogol) im Film James Bond 007 – Der Hauch des Todes. Für seine Rolle als portugiesischer Kapitän Rodrigues in der Mini-Serie Shogun wurde er 1981 als bester Nebendarsteller für den Emmy nominiert. 2004 erhielt er gemeinsam mit seinen Schauspielkollegen aus Der Herr der Ringe: Die Rückkehr des Königs den Screen Actors Guild Award für die beste Ensembleleistung. Er arbeitet auch häufig als Synchronschauspieler für Animationsfilme und Videospiele.
John Rhys-Davies fehlt das erste Glied seines linken Mittelfingers – zu sehen beispielsweise im Film Schwerter des Königs – Dungeon Siege –, das er beim Auswechseln eines Van-Motors verlor. Für seine Rolle in der Herr-der-Ringe-Trilogie wurde ihm eine Gelprothese angeklebt.
John Rhys-Davies lebt in Los Angeles und auf der Isle of Man, wo er sich ein Filmstudio aufgebaut hat. Rhys-Davies hat zwei Söhne.

## Filmografie (Auswahl)
- 1971–1972: Budgie (Fernsehserie, 6 Folgen)
- 1973: Black Beauty (Fernsehserie, Folge 2x17)
- 1974: Die schwarze Windmühle (The Black Windmill)
- 1975: Die Füchse (The Sweeney, Fernsehserie, Folge 2x08)
- 1975: Wie man sein Leben lebt (The Naked Civil Servant, Fernsehfilm)
- 1976: Ich, Claudius – Kaiser und Gott (I, Claudius, Fernsehserie, Folgen 1x08–1x09)
- 1978: Eines Tages in Galiläa (The Nativity)
- 1978: Task Force Police (Softly, Softly: Taskforce, Fernsehserie, Folge 13x07)
- 1979: Der Supercoup (A Nightingale Sang in Berkeley Square)
- 1980: Shogun (Fernsehserie, Folge 1x01)
- 1980: The Merchant of Venice
- 1981: Jäger des verlorenen Schatzes (Raiders of the Lost Ark)
- 1981: Peter and Paul (Fernsehfilm)
- 1981: Der Fluch der Sphinx (Sphinx)
- 1982: Victor/Victoria
- 1982: CHiPs (Fernsehserie, Folge 5x27)
- 1982: Die Aufgabe: Thronfolger gesucht (The Quest, Fernsehserie, 9 Folgen)
- 1982: Ivanhoe (Fernsehfilm)
- 1983: Sahara
- 1983: Sadat
- 1984: Camelot – Der Fluch des goldenen Schwertes (Sword of the Valiant – The Legend of Gawain and the Green Knight)
- 1984: Agentin mit Herz (Scarecrow and Mrs. King, Fernsehserie, Folge 2x08)
- 1984: No Man’s Land
- 1984: Robin Hood (Robin of Sherwood, Fernsehserie, Folge 1x05)
- 1985: Quatermain – Auf der Suche nach dem Schatz der Könige (King Solomon’s Mines)
- 1986: Feuerwalze (Firewalker)
- 1986: Im Schatten des Kilimandscharo (In the Shadow of Kilimanjaro)
- 1987: James Bond 007 – Der Hauch des Todes (The Living Daylights)
- 1987: Perry Mason und die verheiratete Dirne (Perry Mason: The Case of the Murdered Madam)
- 1987: Das Mädchen mit den Wunderhölzern (The Little Match Girl)
- 1988: Die Frau, die vom Himmel fiel (Goddess of Love)
- 1988: Higher Ground
- 1988: Noble House (Miniserie, 4 Folgen)
- 1988–1994: Mord ist ihr Hobby (Murder, She Wrote, Fernsehserie, 4 Folgen)
- 1988: Reise zurück in der Zeit (Waxwork)
- 1988: Il giovane Toscanini
- 1988: Feuersturm und Asche (War and Remembrance, Miniserie, 7 Folgen)
- 1989: Indiana Jones und der letzte Kreuzzug (Indiana Jones and the Last Crusade)
- 1989: Desperado 5: Land ohne Gesetz (Desperado: Badlands Justice)
- 1989: Der Junge aus dem Weltall (The Gifted One)
- 1989: Der unheimliche Hulk vor Gericht (The Trial of the Incredible Hulk)
- 1989: Große Erwartungen (Great Expectations, Miniserie, 6 Folgen)
- 1989: Rebel Waves (Rising Storm)
- 1990: Sexpionage (Secret Weapon)
- 1991: Das Geheimnis des schwarzen Dschungels (I misteri della giungla nera, Miniserie, 3 Folgen)
- 1991: Geschichten aus der Gruft (Tales from the Crypt, Fernsehserie, Folge 3x06)
- 1991: Archaeology (Dokureihe)
- 1991: Die Strauß-Dynastie (The Strauss Dynasty, Miniserie, Folge 1x01)
- 1991: Under Cover
- 1992: Shogun Mayeda – Die Abenteuer des Samurai (Kabuto)
- 1992: Dangerous Action (South Beach)
- 1992: The Unnamable II (The Unnamable II: The Statement of Randolph Carter)
- 1992: Perry Mason und die Kunst des Malens (Perry Mason: The Case of the Fatal Framing)
- 1992: Die verlorene Welt (The Lost World)
- 1992: Rückkehr in die verlorene Welt (Return to the Lost World)
- 1992: Der Ring der Musketiere (Ring of the Musketeers, Miniserie, 4 Folgen)
- 1992: Shogun Mayeda (Kabuto)
- 1992: Die siebente Münze (The Seventh Coin)
- 1992: Auf der Spur des Terrors (The Double 0 Kid)
- 1993: Organiac (Sunset Grill)
- 1993: Cyborg Cop
- 1993–1994: Die Unbestechlichen (The Untouchables, Fernsehserie, 15 Folgen)
- 1994: A Flintstones Christmas Carol (Stimme für Charles Brickens)
- 1994: A Mind to Kill (Fernsehserie, Folge Black Silence)
- 1994: Death Connection (Blood of the Innocent)
- 1994: Quest for Glory IV: Shadows of Darkness (Videospiel, Stimme des Erzählers)
- 1994: High Crusade – Frikassee im Weltraum
- 1994: Wing Commander 3 (Wing Commander III – Heart of the Tiger) (Videospiel)
- 1995: Katharina die Große (Catherine the Great)
- 1995: Glory Daze
- 1995–2000: Sliders – Das Tor in eine fremde Dimension (Sliders, Fernsehserie, 40 Folgen)
- 1996: Bloodsport 3 (Bloodsport III)
- 1996: Aladdin und der König der Diebe (Aladdin and the King of Thieves, Sprechstimme von Cassim)
- 1996: Echo of Blue
- 1996: Marquis de Sade
- 1996: Ripper (Videospiel)
- 1996: Great White Hype – Eine K.O.Mödie (The Great White Hype)
- 1996: Wing Commander 4 (Wing Commander IV – The Price of Freedom) (Videospiel)
- 1997: Star Trek: Raumschiff Voyager (Star Trek: Voyager, Fernsehserie, Folgen 3x26, 4x11)
- 1997–1998: Bezaubernder Dschinni (You Wish, Fernsehserie, 3 Folgen)
- 1998: Virus Attack (The Protector)
- 1998: Dune 2000 (Videospiel)
- 1998: Secret of the Andes
- 1999: Ein Kindermädchen für Papa (Au Pair)
- seit 1999: SpongeBob Schwammkopf (SpongeBob Sqaurepants, Stimme von Mantarochen)
- 2000: Britannic (Fernsehfilm)
- 2000: The Gold Cross (Kurzfilm)
- 2000: The Secret Adventures of Jules Verne (Fernsehserie, 2 Folgen)
- 2001: Der Herr der Ringe: Die Gefährten (The Lord of the Rings: The Fellowship of the Ring)
- 2002: Der Herr der Ringe: Die Zwei Türme (The Lord of the Rings: The Two Towers)
- 2002: Sabretooth
- 2002: Scorcher – Die Erde brennt (Scorcher)
- 2003: Endangered Species
- 2003: Coronado
- 2003: Das Medaillon (The Medallion)
- 2003: Der Herr der Ringe: Die Rückkehr des Königs (The Lord of the Rings: The Return of the King)
- 2003: Helena von Troja (Helen of Troy, Fernsehfilm)
- 2003: Das Dschungelbuch 2 (The Jungle Book 2, Stimme von Ranjans Vater)
- 2003: Vlad (Erzähler)
- 2004: 12 Days of Terror (Fernsehfilm)
- 2004: Catching Kringle (Kurzfilm)
- 2004: Dragon Storm – Die Drachenjäger (Dragon Storm)
- 2004: Lady Musketier – Alle für Eine (La femme musketeer, Fernsehfilm)
- 2004: Plötzlich Prinzessin 2 (The Princess Diaries 2: Royal Engagement)
- 2004: The Lost Angel
- 2005: The Game of Their Lives
- 2005: Revelations – Die Offenbarung (Revelations, Miniserie, 6 Folgen)
- 2005: Shadows in the Sun (Vengo a prenderti)
- 2005: The King Maker
- 2005: Chupacabra: Dark Seas
- 2006: Eine Nacht mit dem König (One Night with the King)
- 2006: Happy Fish – Hai-Alarm und frische Fische (Shark Bait, Stimme)
- 2007: Schwerter des Königs – Dungeon Siege (In the Name of the King: A Dungeon Siege Tale)
- 2007: The Ferryman – Jeder muss zahlen (The Ferryman)
- 2008: Anaconda – Offspring (Anaconda 3: The Offspring)
- 2008: Anacondas – Trail of Blood (Anaconda 4: Trail of Blood, Fernsehfilm)
- 2008: Fire & Ice: The Dragon Chronicles
- 2010: Legend of the Seeker – Das Schwert der Wahrheit (Legend of the Seeker, Fernsehserie, Folge 2x17)
- 2011: Planet der Monster (Ferocious Planet)
- 2012: Psych (Fernsehserie, Folge 6x10)
- 2013: Prisoners of the Sun
- 2013: 100° Below Zero – Kalt wie die Hölle (100 Degrees Below Zero)
- 2014: Apocalypse Pompeii
- 2014: Once Upon a Time – Es war einmal … (Fernsehserie, 4 Folgen)
- 2015: Beyond the Mask
- 2016: The Shannara Chronicles (Fernsehserie)
- 2018: Aquaman (Stimme)
- 2019: Valley of the Gods
- 2019: The Pilgrim’s Progress
- 2019: Fresh Eggs (Fernsehserie, 6 Folgen)
- 2019: Santa Fake
- 2019: Mosley (Stimme)
- 2020: Grizzly II: Revenge (Grizzly II: The Predator)
- 2020: Tainted
- 2020: Shadowtown
- 2020: I Am Patrick: The Patron Saint of Ireland (Dokumentarfilm)
- 2020: Die Zauberer (Wizards, Fernsehserie, 7 Folgen, Stimme)
- 2020: G-Loc
- 2020: Moments in Spacetime
- 2021: Bad Cupid
- 2023: Indiana Jones und das Rad des Schicksals (Indiana Jones and the Dial of Destiny)
- 2025: Rick and Morty (Fernsehserie, Episode 8x10, Stimme)